# Campylocheta heteroneura
Campylocheta heteroneura là một loài ruồi trong họ Tachinidae.